# 야스이 켄타로
야스이 켄타로(일본어: 安井 謙太郎, 1991년 7월 21일 ~ )는 일본의 탤런트, 배우, 아이돌, 가수이다. 7ORDER의 최연장자이며 보컬을 맡고 있다.
카나가와 현 출신. 신장은 167cm, 혈액형은 A형. 애칭은 켄짱, 얏상, 얏스.

## 내력
2007년 7월에 무대 『타키자와 연무 성 2007』을 보러 갔을 때 친구의 어머니 지인댄서분한테 인사려 따라간 곳에 쟈니즈 사무소 관계자에 소개된 것이 입소계기이다. 오디션에서 입소에서는 없었지만, 알면자니 키 타가와사장에게 훈련이나 무대의 견학을 불리게 되었다.그래서 야스이 본인은 "2007년 여름경"에 입소했다고 주장하고 있다.또 그때의 심경으로서는 특히 쟈니스에 관심이 없었지만," 보기 드문 기회니까 할까."라고 생각했다고 말했다.
2016년, 『쟈니스 긴자 2016』 홈페이지의 갱신으로 사나다 유마、모리타 뮤토、하기야 케이고과 함께 유닛 Love-tune으로 공연을 하기가 발표된다. 결성을 받고,"그룹을 편성한 것이 기뻤다"라고 말했다. 그 해 4월부터 타카하시 유토와 함께 らじらー!サタデー 9시에 맡는다.
2018년 11월 23일, 개봉한 영화 『니트·니트·니트』에서 첫 주연.
2019년 3월 31일, 쟈니스 사무소 퇴소.
2019년 5월 22일, 쟈니스 주니어 시절 결성했던 Love-tune 멤버들과 함께 7ORDER project를 발표함으로 7명으로서의 활동을 재개.

## 출연

### 드라마
- 스프라우트 (2012년 7월 7일 ~ 9월 29일, 닛폰 TV) - 키미시마 아라타 역
- Piece (2012년 10월 6일 ~ 12월 29일, 닛폰 TV) - 코이케 선배 역
- BAD BOYS J (2013년 4월 6일 ~ 6월 22일, 닛폰 TV) - 나카가와 켄지로 역
- 49 (2013년 10월 6일 ~ 12월 29일, 닛폰 TV) - 야시로 켄타 역
- 금요일 로드 SHOW! 특별 드라마 기획 가면티쳐 (2014년 2월 14일, 닛폰 TV) - 이가와 코스케 역
- SHARK~2nd Season~ (2014년 4월 20일 ~ 7월 12일, 닛폰 TV) - 신도 코타 역
- 검은 옷 이야기 (2014년 10월 24일 ~ 12월, TV 아사히) - 타나베 노보루 역

### 영화
- 극장판 BAD BOYS J -최후에 지킬 것- (2013년 11월 9일, 쇼게이트) - 나카가와 켄지로 역
- 헌티드 캠퍼스 (2016년 7월 2일) - 쿠로누마 린타로 역
- 니트·니트·니트 (2019년 11월 23일) - 주연・렌치 역
- 저승사자의 사건첩 (2020년 5월 22일)

### 버라이어티
- 양양JUMP (2011년 4월 16일 ~ 2013년 6월 30일, TV 도쿄)
- 가무샤라! (2014년 4월 12일 ~ 2016년 4월 2일, TV 아사히)
- 한밤중의 프린스 (2016년 4월 10일 ~ 2018년 3월 31일, TV 아사히)

### 무대
- 타키자와 연무성 '08 命 (2008년 4월 2일 ~ 27일, 신바시 연무장)
- 타키자와 가부키 -TAKIZAWA KABUKI- (2010년 4월 4일 ~ 5월 8일, 닛세이 극장)
- 소년들 Jail in the Sky (2012년 9월 4일 ~ 26일, 닛세이 극장)
- Live House 쟈니즈 긴자 [쟈니스Jr.〈Part2〉] (2013년 5월 17일 ~ 19일, 시어터 크리에)
- ANOTHER (2013년 9월 4일 ~ 9월 28일, 닛세이 극장)
- 나니와사무라이 헬로 TOKYO!! (2014년 2월 5일 ~ 28일, 닛세이 극장)

- 쟈니즈 긴자 2014 [쟈니스Jr.〈Part1&Part2〉] (2014년 5월 9일 ~ 11일・28일・29일, 시어터 크리에)
- 오션즈 11 (2014년 6월 9일 ~ 7월 6일, 도쿄 시어터 오브) - 버질 말로이 역
- 쟈니즈 긴자 2015 (2015년 5월 23일 ~ 5월 25일, 시어터 크리에)
- 산바바 (2016년 11월 1일 ~ 27일, 신바시 연무장) - 타츠오 역
- 가챠리코 페스티벌 (2020년 4월 24일 ~ 5월 10일, 일본청년관)
- 저승사자의 사건첩 (2020년 7월 ~ 8월)

### 콘서트
- 프레시 쟈니즈 Jr. IN 요코하마 아레나 (2012년 12월 16일, 요코하마 아레나)
- 가무샤라 J's Party!! Vol.1 (2014년 2월 1일・2일, EX시어터 롯폰기)
- 가무샤라 J's Party!! Vol.2 (2014년 3월 26일 ~ 28일, EX시어터 롯폰기)
- 가무샤라 J's Party!! Vol.3 [MC] (2014년 4월 16일・17일, EX시어터 롯폰기)
- 가무샤라 SEXY 나츠마츠리!! [MC] (2014년 7월 30일 ~ 8월10일, EX시어터 롯폰기)
- 가무샤라 J's Party!! Vol.8 (2015년 2월 19일 ~ 21일, EX시어터 롯폰기)
- 가무샤라 J's Party!! Vol.9 (2015년 3월 30일 ~ 4월 2일, EX시어터 롯폰기)
- 가무샤라 서머스테이션 [팀 하] (2015년 7월 23일 ~ 8월16일, EX시어터 롯폰기)
- Summer Paradise [風 is a Doll?] (2015년 8월 2일 ~ 5일, 도쿄 돔 시티 홀)

### 라디오
- らじらー!サタデー (2016년 4월 2일 ~ 2019년 3월 30일, NHK 라디오 제1방송)

### 라디오 드라마
- 극 라디오! 라이브 2017 「츠미오와 바츠오」 (2017년 5월 5일, NHK 라디오 제1방송) - 모리 히데오 역

### CM
- 배스킨라빈스 〈한 여름의 눈사람 대작전〉 (2012년 7월 ~ 9월)